# پترو کوشلنکو
پترو کوشلنکو (انگلیسی: Petro Koshelenko؛ زادهٔ ۲۲ فوریهٔ ۱۹۷۰) دوچرخه‌سوار اهل روسیه است.